# Benito Álvarez
Benito Álvarez (Montevideo, 1779 - batalla de Ayohuma, octubre de 1813) fue un militar argentino-uruguayo que participó en la Guerra de Independencia de la Argentina.

## Biografía
Era hijo de un militar y se enroló joven en el regimiento de infantería que protegía su ciudad natal. Se incorporó al ejército organizado por Santiago de Liniers para luchar contra las Invasiones Inglesas al Río de la Plata y fue ascendido al grado de capitán.
Fue tomado prisionero cuando Montevideo cayó en manos de los invasores ingleses en 1807, y fue remitido a Gran Bretaña. Al año siguiente quedó en libertad y se incorporó a los ejércitos españoles durante la guerra contra Napoleón Bonaparte.
Regresó a Montevideo en 1809; desde allí pasó a Buenos Aires, incorporándose como oficial al Regimiento de Patricios. Tuvo una activa participación en la Revolución de Mayo.
En 1811 fue destinado a la Banda Oriental, luchó en la batalla de Las Piedras y se unió al sitio de Montevideo. En 1812 se destacó capturando varias naves menores en el río Paraná (Combate del río Paraná), al mando de un cuerpo de patricios. Por esa razón prestó servicios en la flota nacional, a pedido de Guillermo Brown, a fines de ese año.
A principios de 1813 pasó al Ejército del Norte. Combatió en la batalla de Salta, destacándose por su valor al frente de un regimiento de infantería, y fue ascendido al grado de coronel. Se convirtió en uno de los oficiales favoritos del general Manuel Belgrano e hizo a sus órdenes la segunda expedición auxiliadora al Alto Perú. Combatió en la batalla de Vilcapugio, destacándose por su valor y capacidad de mando.
Al producirse la batalla de Ayohuma, las fuerzas patriotas fueron rápidamente derrotadas. Cuando la derrota ya estaba clara, intentó una carga desesperada de la infantería a su mando; pero fue muerto en la acción.
Fue el padre del coronel Lorenzo Álvarez, un jefe unitario de la época del general Lamadrid.